# Campo Largo
För andra betydelser, se Campo Largo (olika betydelser).
Campo Largo är en stad och kommun i södra Brasilien och ligger i delstaten Paraná. Den är en förortskommun till Curitiba och folkmängden uppgick till cirka 120 000 invånare år 2014

## Administrativ indelning
Kommunen var år 2010 indelad i fem distrikt:
- Bateias
- Campo Largo
- Ferraria
- São Silvestre
- Três Córregos